# Hiawatha

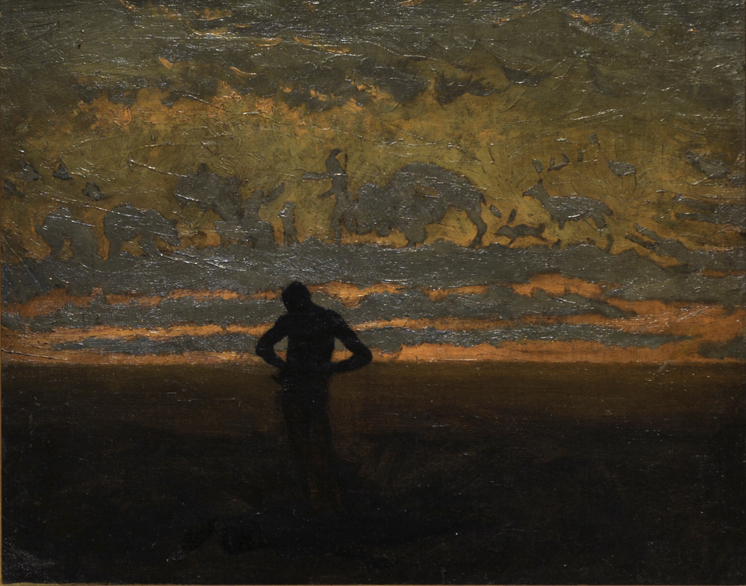
Målningen "Hiawatha" av Thomas Eakins.

Hiawatha, född cirka 1525 och död cirka 1575, var en hövding hos mohawkerna i Nordamerika. Han medverkade i enandet av de fem irokesstammarna i ett förbund.
Poeten Henry Wadsworth Longfellow försåg denne historiske gestalt med en lång rad bedrifter och myter från de algonkinska folksagorna. Han blir då en sagofigur som framträder i "The Song of Hiawatha", 1855 översatt till svenska som "Hiawathas sång". Longfellows figur har i princip endast namnet gemensamt med den historiska personen.